# 光輝古貉藻
光輝古貉藻（學名：Palaeoaldrovanda splendens）為滅絕的食肉植物種類。本種被認為是貉藻屬物種的演化祖先。